# Pull Trouser Swamp
Pull Trouser Swamp är ett träsk i Belize. Det ligger i distriktet Orange Walk, i den norra delen av landet, 100 km norr om huvudstaden Belmopan.